# Warlock (musikgrupp)
Warlock är ett tyskt metalband som släppte sitt första album, Burning the Witches, 1983. Den följdes av Hellbound, True As Steel och Triumph and Agony, som kom 1987. Därefter splittrades bandet och sångerskan Doro Pesch påbörjade sin solokarriär. Hennes första soloalbum Force Majeure, släpptes 1989. Hennes tionde soloalbum, Warrior Soul, släpptes i slutet av 2006.